# ورگت
ورگت (به فرانسوی: Vergt) یک کمون در فرانسه است که در Canton of Vergt واقع شده‌است.

## خصوصیات
ورگت ۳۲٫۵۲ کیلومترمربع مساحت و ۱٬۷۴۸ نفر جمعیت دارد و ۱۲۶ متر بالاتر از سطح دریا واقع شده‌است.